# 凱米斯 (埃塞俄比亞)
凱米斯（Kemise）是埃塞俄比亞東北部阿姆哈拉州奧羅米亞地區的小鎮，座標10°43′N 39°30′E / 10.717°N 39.500°E，海拔1,424米。根據埃塞俄比亞中央統計局2005年人口普查的資料，凱米斯人口約18,897，其中男性10,151人，女性8,746人。